# Tanytarsus motosuensis
Tanytarsus motosuensis är en tvåvingeart som beskrevs av Kawai 1991. Tanytarsus motosuensis ingår i släktet Tanytarsus och familjen fjädermyggor. Inga underarter finns listade i Catalogue of Life.